# NK 트리글라우 크란
NK 트리글라우 크란(슬로베니아어: Nogometni Klub Triglav Kranj)은 크란을 연고로 하는 슬로베니아의 축구 클럽이다. 현재는 슬로베니아 프르바리가에 참가하고 있다.